# Michotamia minor
Michotamia minor là một loài ruồi trong họ Asilidae. Michotamia minor được Meijere miêu tả năm 1911. Loài này phân bố ở miền Ấn Độ - Mã Lai.